# Nemo me impune lacessit

Les armes royales du Royaume-Uni employées en Écosse, avec la devise Nemo me impune lacessit.

Nemo me impune lacessit est la devise latine de l'Ordre du Chardon, ainsi que de plusieurs régiments écossais de l'armée britannique. Elle apparaît sur les armes royales du Royaume-Uni telles qu'elles sont employées en Écosse. On peut la traduire par « Nul ne m'offense impunément » et sa prononciation latine est [ˈneː.moː meː imˈpuː.ne laˈkes.sit].

## Caractéristiques
Ce fut la devise, dès septembre 1917, de la 1ère escadrille de la chasse belge qui avait choisi le chardon pour emblème.
C'était également celle du Régiment Royal Ecossais de l'armée française de l'Ancien Régime.
En langue scots, elle est souvent rendue par « Wha daur meddle wi me? », ce qui signifie « Qui ose me toucher ? »
Jusqu'en 2017, elle apparaissait aussi sur les tranches des pièces d'une livre sterling avec les emblèmes écossais sur leurs revers.
Selon la légende, le me de la devise était à l'origine le chardon : à l'époque des invasions vikings, ces derniers auraient voulu attaquer de nuit des Écossais, mais les cris qu'ils auraient poussés en marchant sur des chardons auraient réveillé les défenseurs écossais, qui leur infligèrent une défaite mémorable.
La ville de Nancy possède une devise similaire : « Non inultus premor », soit « qui s'y frotte s'y pique » ; elle fait aussi référence au chardon, qui figure sur le blason de la ville.
Elle fut également reprise par les libertariens dans le Gadsden flag, traduite par : « Don't tread on me » (« Ne me marche(z) pas dessus »).
Dans son roman L'Instinct de l'équarrisseur, Thomas Day fait de cette maxime la devise d'un Sherlock Holmes déjanté et décadent.
Cette même maxime est la devise de la famille Montresor dans le conte d'Edgar Poe  La barrique d'Amontillado.